# Teatre Novedades (Almacelles)
El Teatre Novedades és un teatre catalogat com a monument del municipi d'Almacelles (Segrià) i inclòs en l'Inventari del Patrimoni Arquitectònic de Catalunya.

## Descripció
Es tracta d'una casa entre mitgeres del primer quart de segle utilitzada com a cinema, teatre i ball. La seva estructura i el disseny són senzills, amb una clara tendència al racionalisme. Les obertures són emmarcades per elements ressaltats. Cal destacar la columna salomònica que fa de mainell a la porta d'entrada, feta amb rajola, i que divideix l'accés en dos sectors, tot sostenint un doble arc escarser. La façana és dividida, verticalment, en tres trams, els laterals ocupats per diverses finestres i el central per la porta, coronada per un arc escarser ressaltat. Tota la façana és arrebossada i emblanquinada. L'interior segueix la mateixa tendència estructural que l'exterior, senzilla, sòbria i austera.

## Història
Es tracta d'un edifici noucentista construït al voltant del 1920 que durant molts anys va servir per desenvolupar activitats de ball, teatre i cinema. El cel ras de la sala fou tirat a terra per problemes de filtracions d'aigua de la teulada. Actualment és tancat i l'Ajuntament està estudiant la possibilitat d'adquirir-lo (desembre 2005).